# Helena Gattilusio
Helena Gattilusio, född okänt år, död efter 1405, var en despotinna av Serbien, gift med Serbiens despot Stefan Lazarević (regent 1405-1427). Hennes make fick titeln despot av den bysantinske kejsaren tack vare giftermålet. 